# Вивня
Вивня (укр. Вівня, Вовня, Вівнянка) — река в Стрыйском районе Львовской области, Украина. Правый приток Днестра (бассейн Чёрного моря).
Река типично равнинная. Длина 33 км, площадь бассейна 80 км². Пойма шириной 500 м. Русло извилистое, шириной более 2 м. Уклон реки 2,1 м/км. Канализирована на протяжении 17 км.
Берёт начало у села Добровляны, течёт преимущественно на северо-восток, впадает в Днестр у села Киевец (южнее посёлка городского типа Роздол).